# Piper campii
Piper campii är en pepparväxtart som beskrevs av Truman George Yuncker. Piper campii ingår i släktet Piper och familjen pepparväxter. Inga underarter finns listade i Catalogue of Life.